# Comuna Fastiveț, Fastiv
Fastiveț (în ucraineană Фастівець) este o comună în raionul Fastiv, regiunea Kiev, Ucraina, formată din satele Fastiveț (reședința), Hvardiiske și Klehivka.

## Demografie
Componența lingvistică a comunei Fastiveț
     Ucraineană (97,39%)
     Rusă (2,22%)
     Alte limbi (0,26%)
Conform recensământului din 2001, majoritatea populației comunei Fastiveț era vorbitoare de ucraineană (97,39%), existând în minoritate și vorbitori de rusă (2,22%).